# 嘘つきは夫婦のはじまり
『嘘つきは夫婦のはじまり』（うそつきはふうふのはじまり）は、1993年4月14日から同年6月30日まで渡辺プロダクション・日本テレビの制作により、日本テレビ系列「水曜ドラマ」枠で毎週水曜 22:00 -  22:54（JST）に放送されたテレビドラマ。主演は吉田栄作。全12回。

## あらすじ
薫との結婚を意識した亮太は、新居にとマンションの3LDKの一室を購入するが、引っ越しの際に真澄母子とダブルブッキング。不動産詐欺に遭った事が判明し話し合いがつくまでということで4人での同居生活を開始する。「夫婦」を装って同じマンションに同居を始めた亮太と真澄が、待ち受ける様々な問題に立ち向かい、コミュニケーションが生まれ、お互いを知らねばならなくなる。そんな中で、二人はいつしか心魅かれ合うようになり3LDKの境界線は意味をなくして行く。

## キャスト
水沢亮太〈24〉
演 - 吉田栄作
流し台の営業マンとして（株）タカベステンレス営業部に勤務。薫と婚約していたが、同居する事になった真澄達と心を通わせてゆく。面倒見が良く子供達から「ボス」と慕われる。
榊真澄〈29〉
演 - 南果歩
2年前に離婚し、その1年後に前夫が交通事故で死亡、女手一つで手タレ（手のパーツモデル）をしながら子供達を育てている。（職業上、仕方がない部分もあるが）家事は子供達に任せっきりに加え、少しわがままな面がみられる。最初は亮太に反発していた。
榊香菜
演 - 伊牟田麻矢
真澄の長女。小学3年生。
榊健
演 - 土谷一貴
真澄の長男。小学1年生。
三谷薫
演 - 鈴木杏樹
亮太の婚約者。旅行代理店勤務でツアーコンダクターを目指して勉強中。真澄との同居にやきもきする。
夏目省吾
演 - 三浦洋一
宝石販売会社の宣伝課長で真澄のクライアント。真澄に好意を持ち、婚約にこぎつける。離婚歴があり「はるか」という中学生の娘と同居。
鮫島守
演 - 渡辺いっけい
亮太の会社の先輩。
鮫島高子
演 - 長野里美
鮫島の妻。
鮫島三枝子
演 - 海宝茜
鮫島の娘。
吉本正明
演 - 岸部シロー
亮太の会社の上司で営業課長。
水沢哲太
演 - 財津一郎
亮太の父。長野市で仏具店を営んでいたが、後に店を京子夫婦にまかせて再婚し、カナダに移住。息子に会いにマンションにやって来た時に、ある事で感動する。
水沢京子
演 - 田島令子
亮太の姉。
有島恒子
演 - 加藤治子
真澄の元夫の母。息子が亡くなった事から、真澄と子供達との同居を希望。厳しい性格だが、物分かりは悪くはない。
駒田富子
演 - 南美江
マンションの売主。
田中由美
演 - 川嶋朋子
薫の同僚。
林佐和子
演 - 篠井美香
宣伝部員
演 - 住田隆
佐久間
演 - 中山秀征
刑事
演 - でんでん

## スタッフ
- 企画・制作：渡辺プロダクション
- 脚本：清本由紀、いとう斗士八
- 演出：中山史郎、剣正博、今井和久
- プロデューサー：神蔵克、照喜名隆
- 音楽：REM SWIMMING CLUB BAND & SuZUKI
- オープニングテーマ：トワ・エ・モワ「或る日突然」[1]
- エンディングテーマ：吉田栄作「おまえがいなけりゃ」
- 挿入歌：平井菜水「心のなかにいる」
- 手タレ監修：岩田とも子
- 製作著作：日本テレビ

## 放送日程
| 話数     | 放送日  | サブタイトル           | 脚本         | 演出     |
| -------- | ------- | ---------------------- | ------------ | -------- |
| 第一話   | 4月14日 | ある日突然             | 清本由紀     | 中山史郎 |
| 第二話   | 4月21日 | 恋人が来る!            | いとう斗士八 | 中山史郎 |
| 第三話   | 4月28日 | ベッドイン!?           | いとう斗士八 | 中山史郎 |
| 第四話   | 5月05日 | 子供ができた           | 清本由紀     | 剣正博   |
| 第五話   | 5月12日 | 嫁姑ウソ対決           | 清本由紀     | 剣正博   |
| 第六話   | 5月19日 | ニセ夫婦破局           | 清本由紀     | 中山史郎 |
| 第七話   | 5月26日 | 子供達の反乱           | いとう斗士八 | 中山史郎 |
| 第八話   | 6月02日 | え!? 二重婚約          | 清本由紀     | 剣正博   |
| 第九話   | 6月09日 | 壮絶 女の戦い          | 清本由紀     | 剣正博   |
| 第十話   | 6月16日 | 別れの決断             | 清本由紀     | 今井和久 |
| 第十一話 | 6月23日 | さよならボス! 涙の別れ | 清本由紀     | 中山史郎 |
| 最終回   | 6月30日 | 奇跡のウェディングベル | 清本由紀     | 中山史郎 |

## その他
- 主な舞台となるマンションをはじめ、相模鉄道いずみ野線の緑園都市駅周辺でロケが行われている。
- 本作開始と同時期に、テレビ朝日系列とのクロスネット局から日本テレビ系フルネット局へと切り替わった山形放送は、前作『ジェラシー』までは深夜枠の遅れネットだったが、本作から同時ネットを開始した。

## 関連商品

### サウンドトラック
- 「嘘つきは夫婦のはじまり」オリジナル・サウンドトラック インストゥルメンタル・ヴァージョン 1993年5月26日発売、ファンハウス FHCF2085